# NGC 3424
NGC 3424 is een balkspiraalstelsel in het sterrenbeeld Kleine Leeuw. Het hemelobject werd op 7 december 1785 ontdekt door de Duits-Britse astronoom William Herschel.

## Synoniemen
- UGC 5972
- MCG 6-24-25
- ZWG 184.28
- KUG 1048+331
- IRAS 10489+3309
- PGC 32584